# Eto Mori
Pour les articles homonymes, voir Mori.
Eto Mori (森 絵都, Mori Eto) est une auteure japonaise née à Tokyo le 2 avril 1968.

## Carrière
Eto Mori est diplômée en littérature de l'université Waseda de Tokyo.
En 1990, elle écrit son premier livre, Rizumu, qui remporte le Prix Kodansha de littérature pour la jeunesse. Mori écrit également des scénarios de films d'animation.
En 1998, Mori remporte le prix Noma pour son roman Tsuki no fune. En 2006, elle remporte le prix Naoki pour son livre Kaze ni maiagaru binîro shîto. 
En 2007, elle écrit en collaboration avec le dessinateur Masahiro Ikeno le manga Dive!!, publié dans le magazine japonais Weekly Shōnen Sunday, adapté de son roman du même titre publié en quatre volumes reliés par Kadokawa Shoten entre le 20 avril 2000 et le 8 août 2002. La même année, elle écrit le roman Colorful, qui sera adapté au cinéma en 2010 par le réalisateur de films d'animation Keiichi Hara. Ce film, également intitulé Colorful, a remporté le prix Mainichi du meilleur film d'animation en 2010 ainsi que la Mention spéciale et le Prix du public au Festival d'Annecy en 2011. 
En 2009, elle écrit cinq épisodes de la série TV Kaze ni maiagaru bīniro shīto. 

## Œuvres

### Romans
- Rizumu (1990)
- Goldfish (1991)
- Uchû no minashigo (1994)
- Almond iri chocolate no waltz (1996)
- Colorful (1998)
- Tsuki no fune (1998)
- Short trip (2000)
- Dive!! (2000-2002)
- Eien no deguchi (2003)
- Kanojo no Aria (2003)
- Itsuka parasoru no shita de (2005)
- Kaze ni maiagaru bīniro shīto (2006)
- Ran (2008)
- Kakû no tama wo ou (2009)
- Kono onna (2011)
- Ikoku no ojîsan wo tomonau (2011)
- Kibun jôjô (2012)
- Ryôshi no koibito (2013)
- Classmate (2014)
- Mikazuki (2016)

### Essais
- Ichibanme no negai-goto (1993)
- Yaku-shima jûsô (2006)
- Kimi to issho ni ikiyou (2009)
- Oide, issho ni ikou (2012)

### Livres illustrés
- Nagare-boshi no onegai (1995)
- Ninki mononohon (1998-2001)
- Aiueo-chan (2001)
- Boku dake no koto (2003)
- Odoru katsuobushi (2011)
- Oni taiji (2012)
- Botan (2013)
- Rokugatsu no ohanashi - Ame ga shikushiku, futta hi ha (2013)
- Kibô no makiba (2014)
- Choco tarô (2016)

### Animes
- Black Jack, co-scénariste (1993)
- Hakugei densetsu, co-scénariste (1997)

### Manga
- Dive!! (2007-2008)